# دنيس إغان
دنيس إغان (3 مارس 1947 - 28 يونيو 2022)، هو سياسي أمريكي، ولد في 3 مارس 1947 في جونو في الولايات المتحدة. نشط حزبياً في الحزب الديمقراطي. وقد انتخب عضو مجلس شيوخ ألاسكا ‏.